# Origmatogona toniperezi
Origmatogona toniperezi es una especie de milpiés de la familia Origmatogonidae endémica del sur de la España peninsular; se encuentra en cavernas de Andalucía oriental (España).